# جنان بوشهري
جنان محسن حسن رمضان بوشهري (1973 - )؛ نائب في مجلس الأمة الكويتي، ووزير دولة لشؤون الإسكان في الكويت، ما بين عامي 2017 - 2019.

## السيرة الذاتية
ولدت جنان بوشهري في عام 1973 بالكويت وهي سياسية كويتية، وأول مرشحة لانتخابات مجلس البلدي وذلك في عام 2006 بعد منح المرأة الكويتية حقها السياسي في الترشح والانتخاب، شاركت في حكومة الكويت برئاسة سمو الشيخ جابر المبارك المشكلة بتاريخ ديسمبر 2017 كوزير للمواصلات ووزير الدولة لشؤون الإسكان، وفي التعديل الوزاري في ديسمبر 2018، تولت منصب وزير الأشغال العامة ووزير الدولة لشؤون الإسكان.
حاصلة على شهادة الهندسة من كلية الهندسة والبترول بجامعة الكويت تخصص هندسة كيميائية عام 1996 بتقدير جيد جدا، وحصلت على شهادة الماجستير من جامعة الكويت في الهندسة الكيميائية عام 2000 بتقدير امتياز، كما حصلت على شهادة الدكتوراة من جامعة عين شمس في جمهورية مصر العربية عام 2015.

## مناصبها
- عينت عضوا في المجلس البلدي عام خلال الفترة من 2009 إلى 2013 كأحد ممثلي الحكومة.
- شغلت منصب مستشار بمجلس الأمة الكويتي من الفترة 2014 إلى 2016.
- عينت عضوا في جهاز المناقصات المركزية في الكويت في عام 2016 وإلى 2017.